# Hapeville String Band
Die Hapeville String Band war eine US-amerikanische Stringband aus Georgia. Die Gruppe bestand vornehmlich aus bekannten Old-Time-Musikern, existierte aber nur für wenige Jahre.

## Geschichte
Die Hapeville String Band benannte sich nach ihren Ursprungsort Hapeville, Georgia. Zwischen 1922 und 1924 bestritt die Band zahlreiche Auftritte im Programm des Senders WSB in Atlanta und gilt damit als einer der ersten ländlichen Musikgruppen, die auf WSB sowie auch im Radio überhaupt auftraten.
Sänger der Gruppe war Riley Puckett, der Mitte der 1920er Jahre zu einem der erfolgreichsten Old-Time-Musiker Amerikas werden sollte. Er spielte Gitarre und machte 1924 zusammen mit Gid Tanner seine ersten Aufnahmen für Columbia Records. Puckett spielte auch später noch mit verschiedenen Mitgliedern der Hapeville String Band zusammen.
Ted Hawkins war der Mandolinist der Gruppe und wird als einer der ersten Musiker der Old-Time bzw. späteren Country-Musik angesehen, der Mandoline spielte. Er arbeitete später intensiv mit Riley Puckett zusammen und begleitete ihn auf seinen Tourneen. Hawkins‘ möglicher Bruder Boss war ebenfalls Mitglied der Hapeville String Band.
Charlie, Miles und W.L. Whitten waren alle miteinander verwandt und stellen obskurere Figuren in der Musikszene Atlantas dar. Miles ist wahrscheinlich eine Falschschreibung des „Atlanta Journals“, das das Programm des Senders WSB ankündigte, und heißt eigentlich Mike. Mike Whitten war ein Gründungsmitglied von Clayton McMichen’s Hometown Boys gewesen und gehörte Ende der 1920er-Jahre einer Gruppe von Musikern an, die eine Reihe Jazz-orientierter Titel einspielten.
Die Hapeville String Band verschwand aus der Musikszene mit den zunehmenden anderen Aktivitäten der Mitglieder.